# QC (ソナー)
QCは、アメリカ合衆国で開発されたソナー。また原型機にあたるQAや、発展型にあたるQGAについても本項で述べる。

## 来歴
第一次世界大戦の対潜戦を通じて、潜航中の敵潜水艦を探知できるセンサーが切望されていた。まず実用化されたのがハイドロフォン（のちのパッシブ・ソナー）であり、1915年には地上局が設置され、1916年には艦載化が開始された。アクティブ式のASDIC（のちのアクティブ・ソナー）の開発も進められたが、その実用化は1920年と、大戦には間に合わなかった。
しかし1918年までには、当時の技術で実現できる信頼性の観点で、アクティブ・ソナーが最も有望であるという点で、アメリカ海軍とイギリス海軍の関係者の意見は一致していた。アメリカ海軍においては、まず概念実証モデルとしてQAを開発し、1927年より洋上試験に入った。そして、その改良型として開発されたのがQCである。1934年の時点で9隻の駆逐艦がQAを搭載していたが、同年より本機のプロトタイプであるXQCの装備が開始された。

## 設計
本機はいわゆるサーチライト・ソナーである。オペレータはハンドルを回して送受波器を指向し、探信音を放ち、ヘッドホンまたは拡声器でそのエコーを聴音した。もしエコーが得られた場合、回転灯が点灯し、距離記録器によって目標までの距離が算出・記録された。これは当時のソナーとして標準的な方式であったが、1回に1つの方向に対してしか探信を行うことができず、その反響音が返ってくるまでは他の方向を探知できないという欠点があった。
原型となったQAは高周波数（20〜40キロヘルツ）で動作していたことから、探知距離は比較的短く、また4ノット以下でなければ動作しなかった。その後、QC-1Aを用いて1936年秋に行われた試験では、深度27.4メートルの潜水艦に対して、駆逐艦の速力が5ノットのときには3,324メートル、15ノットのときには1,760メートルの距離で探知できた。
1939年9月の時点で、海軍は60隻の駆逐艦にQCシリーズのソナーを搭載しており、また1941年12月に第二次世界大戦に参戦した時点では170隻に増勢していた。本機は、小型艦向けのQBシリーズとともに、アメリカ海軍の駆逐艦・護衛駆逐艦で標準的な装備であった。
その後、1944年には、全面的な改良型としてQGAが実用化された。これは、長距離探知用としては14キロヘルツの「低周波」を、精密走査用としては30キロヘルツの「高周波」を使用する二周波数帯ソナーとされていたほか、方位偏差指示器（Bearing Deviation Indicator, BDI）と連接することで、エコーの方位を精密に読み取ることが出来るようになっていた。また、従来のQCでは、探知は17〜18ノット、攻撃は12〜15ノットの速力が上限であったのに対して、それぞれ30ノットおよび18〜20ノットに増速されている。このことから、ソナードームの抵抗軽減のため、全長100フィートで流線型の新しいドームが設計された。また攻撃時に失探しにくいよう、高周波用の送振器には俯角が付されていた。
この新しいソナーは、2,200トン級駆逐艦への配備が想定されており、これを搭載したサムナー級およびギアリング級駆逐艦は、極めて優秀な高速護衛艦として知られるようになった。ただしソナーの生産は当初計画より低率であったことから、まず「ファラガット」を皮切りに、上記の新設計ソナードームの設置が開始された。